# Anophtalmotes falconensis
Anophtalmotes falconensis är en insektsart som beskrevs av Desutter-grandcolas 1995. Anophtalmotes falconensis ingår i släktet Anophtalmotes och familjen syrsor. Inga underarter finns listade i Catalogue of Life.